# Ydes
Ydes é uma comuna francesa na região administrativa de Auvérnia-Ródano-Alpes, no departamento de Cantal. Estende-se por uma área de 17,39 km². Em 2010 a comuna tinha 1 688 habitantes (densidade: 97,1 hab./km²).